# Communauté de communes de la Vallée-Loire-Authion
La communauté de communes de la Vallée Loire-Authion est une ancienne communauté de communes française située dans le département de Maine-et-Loire et la région Pays de la Loire.
Elle se situait au sud-ouest de la région du Baugeois et faisait partie du syndicat mixte pôle métropolitain Loire Angers.
Elle est dissoute le 31 décembre 2015. Ses compétences sont transférées à la commune nouvelle de Loire-Authion.

## Composition
La communauté de communes de la Vallée-Loire-Authion regroupait huit communes :
| Nom                              | Code Insee | Gentilé         | Superficie (km2) | Population (dernière pop. légale) | Densité (hab./km2) |
| -------------------------------- | ---------- | --------------- | ---------------- | --------------------------------- | ------------------ |
| Saint-Mathurin-sur-Loire (siège) | 49307      | Saintmaturinois | 19,85            | 2 439 (2013)                      | 123                |
| Andard                           | 49004      | Andardais       | 11,99            | 2 511 (2013)                      | 209                |
| Bauné                            | 49019      | Baunéens        | 20,99            | 1 689 (2013)                      | 80                 |
| La Bohalle                       | 49032      | Bohalliens      | 9,35             | 1 228 (2013)                      | 131                |
| Brain-sur-l'Authion              | 49042      | Brainois        | 22,92            | 3 438 (2013)                      | 150                |
| Corné                            | 49106      | Cornéais        | 16,64            | 2 881 (2013)                      | 173                |
| La Daguenière                    | 49117      | Daguenais       | 11,92            | 1 285 (2013)                      | 108                |
| La Ménitré                       | 49201      | Ménitréens      | 17,37            | 2 106 (2014)                      | 121                |

## Géographie
La communauté de communes Vallée-Loire-Authion se situait à l'est de l'agglomération d'Angers, au sud-ouest du Baugeois.
Sa superficie était de plus de 131 km2 (13 103 hectares), et son altitude variait de 15 mètres (Brain-sur-l'Authion) à 76 mètres (Bauné).

## Historique
La communauté de communes est créée en 1997.
En avril 2010, elle révise ses statuts et complète ses compétences. Début 2013, elle étend à nouveau ses compétences.
Le 31 décembre 2015, la commune de la Ménitré quitte la communauté de communes Vallée-Loire-Authion pour rejoindre la communauté de communes de Beaufort-en-Anjou le 1er janvier 2016.
Au même moment, les sept communes restantes fusionnent pour former la commune nouvelle de Loire-Authion, ce qui entraîne la dissolution de la communauté de communes.

## Politique et administration

### Présidence
| Période | Période       | Identité           | Étiquette | Qualité                                         |
| ------- | ------------- | ------------------ | --------- | ----------------------------------------------- |
| 1996    | 2008          | Jean-Marc Verchère |           | Maire de Saint-Mathurin-sur-Loire (1989 → 2008) |
| 2008    | décembre 2015 | Gino Boismorin     |           | Maire d'Andard (2001 → 2015)                    |

## Population

### Démographie
| 1997 | 2000 | 2002 | 2004 | 2006   | 2009   |
| ---- | ---- | ---- | ---- | ------ | ------ |
| -    | -    | -    | -    | 16 939 | 17 230 |

### Logement
On comptait en 2009, sur le territoire de la communauté de communes, 7 000 logements, pour un total sur le département de 360 144. 94 % étaient des résidences principales, et 76 % des ménages en étaient propriétaires.

### Revenus
En 2010, le revenu fiscal médian par ménage sur la communauté de communes était de 19 584 €, pour une moyenne sur le département de 17 632 €.

## Économie
Sur 1 027 établissements présents sur l'intercommunalité à fin 2010, 19 % relevaient du secteur de l'agriculture (pour 17 % sur l'ensemble du département), 7 % relevaient du secteur de l'industrie, 13 % du secteur de la construction, 46 % du secteur du commerce et des services (pour 53 % sur le département) et 15 % de celui de l'administration et de la santé.